# Literatura surinamska

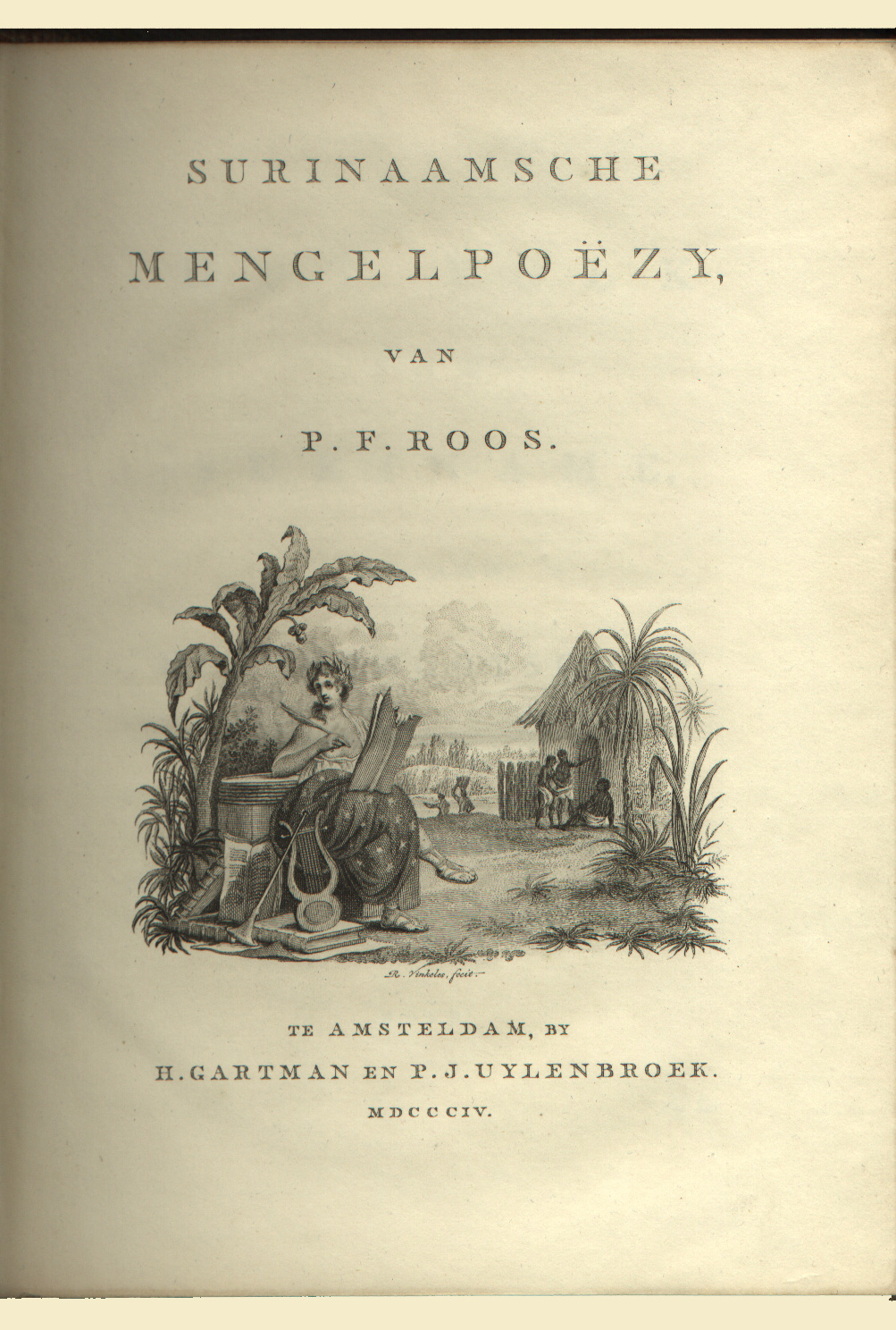
Okładka zbioru wierszy Surinaamsche mengelpoëzij P. F. Roosa z 1804

Literatura surinamska – dzieła literackie tworzone w Surinamie. Z przyczyn historycznych piśmiennictwo Surinamczyków zaliczane jest do niderlandzkiego obszaru kulturowego. Wielokulturowość Surinamu oraz jego dzieje sprawiają, że charakterystyka literatury surinamskiej jest trudna do opisania. Nie wyróżnia się w niej epok oraz prądów literackich. Większość książek surinamskich autorów wydawana jest w Holandii. Najbardziej znanym wierszem w literaturze tego kraju jest Wan bon (pol. Jedno drzewo) autorstwa Robina Ravelesa.
Pierwsze utwory powstałe w Surinamie pisane były w języku niderlandzkim. Często była to proza użytkowa, taka jak dzienniki. Cechuje się ona walorami krajoznawczymi tak jak w przypadku Opisania osady Surinamu (niderl. Beschrijvinghe van de Volkspplantiane Zuriname) J. D. Herleina z 1718. Autorem poezji plantatorskiej był Paul François Roos. Pierwszymi utworami częściowo napisanymi w języku sranan były satyry H. Schoutena.
Za pioniera literatury w języku sranan uznaje się Johannesa Kinga – Marona, którego działalność misjonarska spotkała się z niechęcią miejscowej ludności i skutkowała wypędzeniem pisarza. Wydawanie dzieł literackich w sranan rozpoczął Julius Gustaaf Arnout Koenders, który opracował pisownię tego języka. Popularyzację sranan kontynuował m.in. Eddy Johan Burma. W 1959 ukazały się pierwsze wiersze w tym języku; ich autorem był Eugène Rellum. Głównym rodzajem literackim w literaturze surinamskiej w języku sranan pozostaje poezja.
Dzieła literackie w języku niderlandzkim zaczęły ukazywać się w Surinamie na początku XX wieku. Za pioniera niderlandzkojęzycznej literatury surinamskiej uznaje się Alberta Helmana. Pierwsze surinamskie wiersze w języku hindi, autorstwa M. Rahmana Khany, ukazały się w 1953. W 1983 wydane zostały, jako pierwsze w surinamskiej odmianie języka jawajskiego improwizacje, Slamata Modiwirjo. Literatura surinamska tworzona jest również w językach takich jak akuański, saramakański czy sranani (język kreolski, którym posługuje się ludność pochodzenia hinduskiego).